# Біполярний розлад у дітей
Біполярний розлад у дітей, або дитячий біполярний розлад (ДБР), є психічним розладом у дітей і підлітків, який, як біполярний розлад (БР) у дорослих, характеризується екстремальними змінами настрою і поведінки, що супроводжують періоди депресивних або дратівливих настроїв і періоди підвищених настроїв, так званих маніакальних або гіпоманічних синдромів. Зазвичай ці зрушення поступові, але деколи можуть відбуватись дуже швидко. Середній вік тих, хто страждає ДБР досі невизначений, але ризик зростає з настанням статевого дозрівання. ДБР, як правило, більш важкий і має гірші прогнози, ніж біполярний розлад в пізньому підлітковому або дорослому віці.
У DSM уточнили, що критерії БР можуть застосовуватися до дітей з 1980 року. Критерії діагностики ДБР залишаються темою для дискусій та суперечок. Існують великі відмінності в тому, як часто він діагностується в різних клініках і в різних країнах.  Спостерігається швидке збільшення досліджень на цю тему, але навчання та клінічна практика значно відстають.
Діагностика БР в молодості є складним завданням. Хоча дорослі з БР часто переживають різні періоди депресії та манії, які тривають тижнями, місяцями або довше, молоді люди з діагнозом БР часто мають депресивні та маніакальні симптоми, які виникають щодня, а іноді одночасно як швидкі зрушення або періоди високого енергетичного негативного настрою. Супутні розлади поважчують визначення того, які симптоми є ознаками БР, а які пов'язані з іншими розладами (наприклад, ОКР, СДУГ, проблеми з поведінкою), що призводить до ускладнень у лікуванні. Наприклад, поширеним лікуванням ОКР є інгібітори повторного захоплення серотоніну (SRIs), однак SRIs може призвести до нестабільності настрою та погіршення БР.

## Діагностика
Діагноз ставиться на основі клінічного заключення психіатра або іншого ліцензованого спеціаліста з психічного здоров'я. Аналізи крові або сканування мозку не допоможуть при виявленні БР. Інформація про сім'ю та використання анкет є корисними для встановлення точного діагнозу. Часто використовувані інструменти оцінки включають K-SADS (Шкала Кідді для афективних розладів та шизофренії), шкалу діагностичних інтерв'ю для дітей (DISC) та шкалу дитячої манії (CMRS).

### Ознаки та симптоми
Як в DSM-5 (Американська психіатрична асоціація), так і в ICD-10 (Всесвітня організація охорони здоров'я) критерії, які використовуються для діагностики БР у дорослих, використовуються для встановлення діагнозу у дітей з деякими коригуваннями для обліку відмінностей у віковій категорії та стадії розвитку. DSM-5 вказує, що у дітей депресивні епізоди можуть проявлятися як стійко дратівливі настрої.
При діагностиці маніакальних синдромів важливо порівнювати зміни настрою і поведінки з нормальним настроєм і поведінкою дитини на базовому рівні, а не з іншими дітьми або дорослими. Наприклад, грандіозність (тобто надзвичайна переоцінка свого інтелекту, таланту або здібностей) є нормальною в тій чи іншій мірі в дитинстві і підлітковому віці. Таким чином, грандіозність вважається симптомом маніакального синдрому у дітей тільки в тому випадку, коли переконання зберігаються, незважаючи на те, що вони підкріплюються конкретними доказами або коли вони призводять до того, що дитина намагається займатися діяльністю, яка є явно небезпечною і, найголовніше, коли грандіозні переконання — це очевидний відхід від нормального самосприйняття конкретної дитини в проміжках між епізодами.

### Суперечки
Діагноз ДБР є суперечливим, хоча типові симптоми БР є дисфункціональними і мають негативні наслідки для неповнолітніх, які страждають від них. Дискусія полягає в тому, чи те, що називається БР у дітей, є БР у дорослих. Та чи є критерії для діагностики дорослих корисними і точними при застосуванні до дітей. Конкретно, основна дискусія щодо діагностики у дитячих колах навколо симптоматики манії та її відмінностей у дітей та дорослих.
Діагностичні критерії можуть неправильно відокремити дітей з БР від інших захворювань, таких як СДУГ, і підкреслити швидкі зміни настрою.

## Лікування
Ліки можуть провокувати побічні ефекти, тому будь-яке втручання рекомендовано ретельно контролювати та інформувати сім'ї пацієнтів про можливі ускладення, що можуть виникнути. Нетипові антипсихотики більш ефективні, ніж стабілізатори настрою, але мають більше побічних ефектів.Типові антипсихотики можуть призвести до збільшення ваги, а також інших метаболічних проблем, включаючи цукровий діабет 2 типу і гіперліпідемію. З цими препаратами можуть з'явитися екстрапирамідні вторинні ефекти. До них відноситься тардивна дискінезія, важколікувальний розлад руху (дискінезія), який може з'явитися після тривалого застосування антипсихотиків. Пошкодження печінки і нирок є можливими при використанні стабілізаторів настрою.
Лікування зазвичай включає в себе поєднання групової терапії та когнітивно-поведінкової терапії. Діти з БР та їх сім'ї повинні бути проінформовані, відповідно до їх віку та сімейної ролі, про різні аспекти БР, включаючи причини, ознаки та симптоми та методи лікування. Групова терапія спрямована на підвищення соціальних навичок і управління груповими конфліктами, із застосуванням рольової гри як критичного інструменту. Когнітивно-поведінкова підготовка спрямована на учасників, які мають краще розуміння і контроль над своїми емоціями і поведінкою.

## Прогноз
Повторне лікування часто необхідне при рецидивах в осіб, що досягають більш ніж 90 % у тих, хто не дотримується режиму прийому ліків і майже до 40 % у тих, хто дотримується медикаментозних режимів. У порівнянні з дорослими, БР у дітей має в цілому аналогічний або гірший курс, хоча вік, у якому почався БР прогнозує тривалість епізодів краще, ніж сам прогноз. Фактором ризику гіршого результату є наявність додаткових (супутніх) патологій.
Діти з БР частіше за інших дітей закінчують життя самогубством.

## Епідеміологія
Поширеність БР в ранньому віці оцінюється в 2 %.

## Історія
Описи дітей з симптомами, схожими на сучасні поняття манії, датуються XVIII століттям. У 1898 році була опублікована детальна історія психіатричної хвороби 13-річної дитини, яка відповідала критеріям Жана-П'єра Фальрета і Жюля Бейлларгера для циркулера Фолі, які відповідають сучасній концепції біполярного розладу. В описах БР Еміля Крапеліна в 1920-х, які він назвав «маніачним депресивним божевіллям», він зазначив рідкісну ймовірність того, що це може статися у дітей. В додаток до Крапеліна, Адольф Мейер, Карл Авраам, і Мелані Кляйн були одними з перших, хто задокументував симптоми БР у дітей в першій половині 20-го століття. В цілому цей тип розладу вважався надзвичайно рідкісним і нечасто згадувався в літературі до 1970-х років, коли інтерес до дослідження теми збільшився. Він став більш прийнятим як діагноз у дітей в 1980-х після того, як DSM-III (1980) уточнив, що критерії діагностики БР у дорослих також можуть бути застосовані до дітей.
Визнання прийшло через двадцять років після того, як епідеміологічні дослідження показали, що приблизно 20 % дорослих з БР вже мали симптоми в дитинстві або підлітковому віці. Тим не менш, розвиток БР до 10 років вважався рідкісним, нижче 0,5 % випадків. У другій половині століття неправильний діагноз з шизофренією не був рідкісним у молодого населення через поширене співіснування психозу і манії.